# حكايات الحمراء (كتاب)
حكايات الحمراء (بالإنجليزية: Tales of the Alhambra)‏ هو مجموعة مقالات وصور قصصية وقصص، كتبها الكاتب الأمريكي واشنطن إيرفنغ ونُشرت سنة 1832.

## ظروف تأليف الكتاب

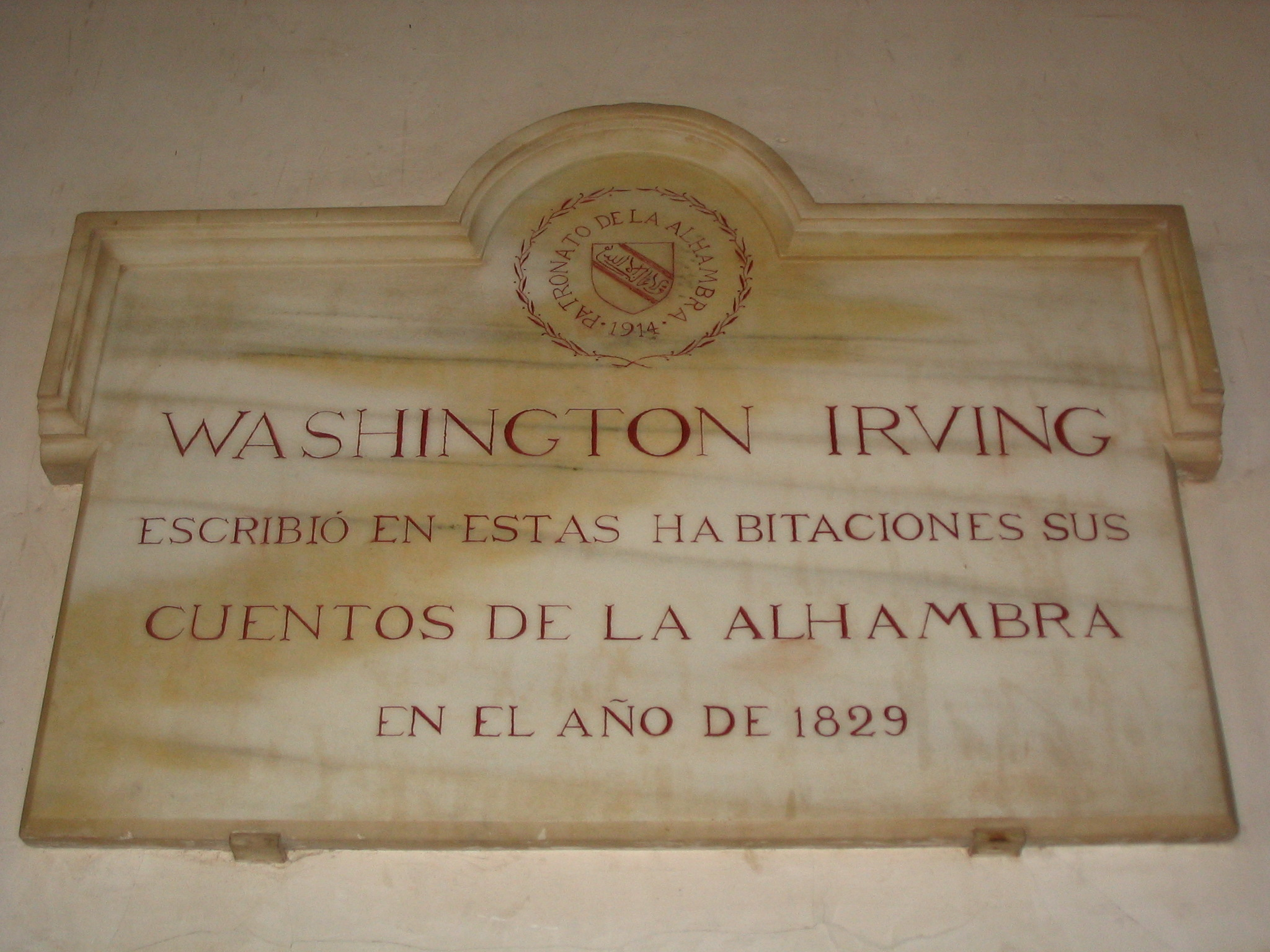
لوحة تذكارية في قصر الحمراء، ترجمة نصها الإسباني "في هذه الحجرات كتب واشنطن إيرفنغ "حكايات الحمراء" سنة 1829"

في سنة 1828، أتم إيرفنغ كتابة سيرة كريستوفر كولمبس، ولم يلبث بعدها أن انتقل من مدريد ـ حيث كان يقيم ـ إلى غرناطة. خلبت غرناطة لب إيرفنغ من النظرة الأولى، فوصفها بأنها «مدينة بالغة الفتنة والجمال، تقع في أروع موقع طبيعي رأيته في حياتي». كان إيرفنغ يُعد كتابًا عنوانه «وقائع الاستيلاء على غرناطة: تاريخ لأعوام 1478 ـ 1482»، وكان يتابع بحثه في موضوع هذا الكتاب، فطلب من حاكم قصر الحمراء التاريخي (الذي كان في الوقت ذاته كبير أساقفة غرناطة) أن يزور المكان، فوافق الحاكم بفضل شهرة إيرفنغ، الذي كان دليله في الرحلة إسباني في الخامسة والثلاثين يدعى ماتيو خمينيس. وقد ألهمت هذه الزيارة إيرفنغ بكتابه «حكايات الحمراء».
جمع إيرفنغ في كتابه بين الوصف والأسطورة والأحداث التاريخية الحقيقية، التي كان من بينها تدمير الفرنسيين بقيادة الكونت سباستياني لبعض أبراج القلعة سنة 1812، والدمار الذي أضافه الزلزال الذي ضرب المنطقة سنة 1821.

## نشر الكتاب
نُشر الكتاب في مايو 1832 في كل من الولايات المتحدة وإنجلترا تحت عنوان «الحمراء: سلسلة من الحكايات والصور القصصية عن المسلمين والإسبان» (بالإنجليزية: The Alhambra: a series of tales and sketches of the Moors and Spaniards)‏، وفي سنة 1851، نشر إيرفنغ طبعة منقحة عنونها «حكايات الحمراء».

## انظر ايضاً
- قصر الحمراء